# Linus Troedsson
Leif Arne Linus Troedsson, född 4 november 1989 i Riseberga församling i Kristianstads län, är en svensk sångare och skådespelare.

## Biografi
Troedsson var sångare i dansbanden Willez som 2010 kom på andra plats i dansbandskampen. Han är utbildad vid Calle Flygare Teaterskola 2013–2015 och Stockholms konstnärliga högskola 2018–2021. 
Troedsson har bland annat medverkat i TV-serien Barracuda Queens. Han har även medverkat i filmerna Vinterviken och Stormskärms Maja där han spelar en av huvudrollerna.

## Filmografi (i urval)
- 2021 – Vinterviken
- 2023 – Barracuda Queens (TV-serie)
- 2024 – Stormskärs Maja
- 2024 – Beck – Vilhelm

## Teater

### Roller
| År   | Roll                 | Produktion                                                   | Regi                  | Teater                          |
| ---- | -------------------- | ------------------------------------------------------------ | --------------------- | ------------------------------- |
| 2015 | Ingrid               | Järnbörd Magnus Dahlström                                    | Stina Rautelin        | Strindbergs Intima Teater       |
| 2016 |                      | Två punkt noll (Two Point Oh) Jeffrey Jackson                | Stina Rautelin        | Mojo Productions / Fotografiska |
| 2018 | Valentin             | Spindelkvinnans kyss (El beso de la mujer araña) Manuel Puig |                       | Mojo Productions / Teater Pero  |
| 2021 | Christian            | Cyrano de Bergerac Martin Crimp                              | Alexander Mørk-Eidem  | Kulturhuset Stadsteatern        |
| 2022 | Woyzeck              | Woyzeck Georg Büchner                                        | Linus Troedsson       | Kilenscenen                     |
| 2022 | Medverkande          | Månen och de andra planeterna Staffan Valdemar Holm          | Staffan Valdemar Holm | Kulturhuset Stadsteatern        |
| 2023 | Dick Abloy           | Revisorn (Ревизо́р, Revizór) Nikolaj Gogol                    | Frida Röhl            | Kulturhuset Stadsteatern        |
| 2023 | Nino Sarratore m.fl. | Min fantastiska väninna (L'amica geniale) Elena Ferrante     | Maria Sid             | Kulturhuset Stadsteatern        |
| 2024 | Kapten Soljonyj      | Tre systrar (Три сeстры, Tri sestry) Anton Tjechov           | Eirik Stubø           | Kulturhuset Stadsteatern        |
| 2024 | Roland               | Konstellationer (Constellations) Nick Payne                  | Linus Fellbom         | Kulturhuset Stadsteatern        |